# In Death Reborn
Albums de Army of the Pharaohs
The Unholy Terror
(2010) Heavy Lies the Crown
(2014)
Singles
1. God Particle
Sortie : 11 mars 2014
2. Curse of the Pharaohs
Sortie : 7 avril 2014
3. The Demon's Blade
Sortie : 4 juin 2014

In Death Reborn est le quatrième album studio d'Army of the Pharaohs, sorti le 22 avril 2014.
L'album s'est classé 9e au Top Rap Albums, 10e au Top Independent Albums, 16e au Top R&B/Hip-Hop Albums et 63e au Billboard 200.

## Liste des titres
| No  | Titre                                                                 | Auteur                                                                               | Contient un (des) sample(s) de                         | Durée |
| --- | --------------------------------------------------------------------- | ------------------------------------------------------------------------------------ | ------------------------------------------------------ | ----- |
| 1.  | Curse of the Pharaohs (Produit par Blastah Beatz)                     | Vinnie Paz, Apathy, Celph Titled, Esoteric, Reef the Lost Cauze                      |                                                        | 4:03  |
| 2.  | Midnight Burial (Produit par C-Lance)                                 | Reef the Lost Cauze, Crypt the Warchild, Esoteric, Des Devious, Celph Titled         |                                                        | 4:21  |
| 3.  | Broken Safeties (featuring Lawrence Arnell – Produit par Vanderslice) | Apathy, Lawrence Arnell, Vinnie Paz, Celph Titled                                    |                                                        | 4:06  |
| 4.  | God Particle (Produit par Stu Bangas)                                 | Vinnie Paz, Planetary, Esoteric, Apathy, Celph Titled                                |                                                        | 3:47  |
| 5.  | Luxor Temple (Produit par Paul Nice)                                  | Blacastan, Vinnie Paz, Apathy, Esoteric, Celph Titled, Planetary                     | Stay Away de Charles Bradley et le Menahan Street Band | 4:35  |
| 6.  | Azrael (Produit par Frank Grimes)                                     | Block McCloud, Reef the Lost Cauze, Vinnie Paz, Crypt the Warchild                   |                                                        | 4:19  |
| 7.  | The Demon's Blade (Produit par Leaf Dog)                              | Vinnie Paz, Celph Titled, Apathy, Blacastan, Planetary, Esoteric                     |                                                        | 4:29  |
| 8.  | See You in Hell (Produit par C-Lance)                                 | Celph Titled, Planetary, Blacastan, Vinnie Paz                                       |                                                        | 3:29  |
| 9.  | Headless Ritual (Produit par Apathy)                                  | Blacastan, Apathy, Vinnie Paz, King Syze, Zilla, Planetary                           |                                                        | 2:56  |
| 10. | Visual Camouflage (Produit par Juan Muteniac)                         | Apathy, Zilla, Vinnie Paz, King Magnetic, Celph Titled, Esoteric                     | Turn Down the Sound d'Adrian Younge                    | 4:20  |
| 11. | Ninkyo Dantai (Yakuza) (Produit par Panik)                            | Vinnie Paz, Celph Titled, Blacastan, Apathy, Esoteric, Planetary                     |                                                        | 3:38  |
| 12. | Digital War (Produit par Lecs Beats)                                  | Celph Titled, Planetary, Blacastan, Esoteric, Apathy, Crypt the Warchild, Vinnie Paz |                                                        | 5:03  |
| 13. | 7th Ghost (Produit par Grim Reaperz)                                  | Reef the Lost Cauze, Doap Nixon, Blacastan, Demoz, Vinnie Paz                        |                                                        | 4:19  |
| 14. | Sumerians (Produit par Frank Grimes)                                  | Vinnie Paz, Blacastan, Apathy, Celph Titled, Esoteric                                |                                                        | 3:44  |